# Сахль ат-Тустари
Абу́ Муха́ммад Сахль ибн ‘Абдулла́х ат-Ту́стари (перс. سهل ابن الطوستری‎; 818, Шуштер — 896, Басра) — персидский богослов раннего суфизма. Основатель богословской школы салимия, названной в честь его ученика Мухаммада ибн Салима. Известен также как автор толкования Корана.

## Биография
Сахл ат-Тустари родился на юго-западе Ирана в крепости города Шуштер (араб. Тустар) в семье арабов или персидских мавали. Он воспитывался сначала у своего дяди Мухаммада ибн Саввара. К семи годам он уже выучил наизусть весь Коран. посетив Басру и Абадан, обучался у некоего шайха Абу Хабиба Хамзы аль-Абадани.
В 834 году он совершил паломничество в Мекку, где повстречал знаменитого Зу-н-Нуна аль-Мисри. Он проводил много времени в скитаниях, встречался со многими известными суфиями того времени.
Вернувшись в Тустар, ат-Тустари в течение почти двух десятилетий вел аскетический образ жизни и только после смерти Зу-н-Нуна (860 год), который согласно суфийскому преданию, был его учителем и духовным наставником, он осмелился выступить с публичной проповедью. В результате, ат-Тустари быстро приобрел многочисленных сторонников и противников, враждебность которых усугублялась политическими неурядицами. Позже Сахл ат-Тустари переселиться в Басру, где он провел остаток жизни в благочестивых занятиях и преподавании и умер он в 896 году.

## Взгляды
Согласно представлениям ат-Тустари, до начала мира между душами людей и Аллахом был заключен «договор» (мисак); души признали Аллаха своим господом и отдали себя на его милость. Взамен им было обещано райское блаженство, представляющее собой «блаженное видение божества» (мушахадат аль-хакк) в День воскресения (киямат) и во веки веков. Обретая телесную оболочку, души забывают о «договоре», а пророки (наби) и «святые» (авлия) посланы к людям, чтобы напомнить о нём.
Прототипом человечества и первым творением Аллаха был пророк Мухаммад, явившийся в предвечности в виде света (нур Мухаммади), озарив сердца людей истинной религией. Аллах незримо присутствует в сердце каждого, и это есть доступная немногим избранным «величайшая тайна» (сирр). Человек, который реализует заложенную в нём «божественность» (рубубия) и отрешится от собственной воли и своего «я», постигнет и соединится с сущность Аллаха. Эти и другие положения использовали в своих сочинениях аль-Халладж, Абу Талиб аль-Макки, ас-Сулами, аль-Кушайри и другие суфии. Абу Хамид аль-Газали, Ибн Араби и другие богословы развили его идеи. Ученик ат-Тустари, Мухаммад ибн Салим, и его сын Ахмад основали в Басре богословскую школу салимия, которая сохранила взгляды ат-Тустари для последующих поколений.

## Труды
Ат-Тустари является автором около десятка сочинений, представляющие собой, в сущности, записи его высказываний, проповедей (хутба), комментариев к отдельным аятам Корана (тафсир), сделанные его учениками.

### Толкование Корана
Ат-Тустари является автором толкования Корана. Аллегорическое толкование Корана (тавиль) сыграло большую роль в формировании суфийской гносеологии, космогонии и психологии. Он утверждал, что Коран содержит несколько уровней смысла, среди которых внешней смысл (захир) и внутренней cмысл (батин). Идеи и образы ат-Тустари повлияли на таких суфийских мыслителей как Мансур Халладж (ум. в 922 г.), ас-Сулами (ум. в 1021 г.), аль-Кушайри (ум. 1072 г.), аль-Бакли (ум. 1209 г.). Позднее идеи ат-Тустари были развиты в трудах аль-Газали и Ибн Араби.